# Långtjärnen (Idre socken, Dalarna, 686149-134552)
Långtjärnen är en sjö i Älvdalens kommun i Dalarna och ingår i Dalälvens huvudavrinningsområde.